# Larissa Dias
Larissa de Almeida, conhecida como Larissa Dias (Rio de Janeiro, 3 de setembro de 1998), é uma competidora faixa-preta de jiu-jitsu brasileiro (BJJ). Dias é campeã peso-pesado do Campeonato Mundial de Jiu-Jitsu de 2022 e do Campeonato Pan-Americano de Jiu-Jitsu de 2023.

## Carreira
Larissa Dias nasceu em 3 de setembro de 1998, no Rio de Janeiro, Brasil, e cresceu no bairro do Méier. Aos 17 anos, ingressou nas aulas de jiu-jitsu brasileiro do campeão mundial faixa-preta Vinicius Marinho na Academia GFTeam local.
Dias começou a competir em nível nacional em 2018, conquistando o CBJJ Campeonato Brasileiro como faixa-branca. Após seu treinador se mudar para o Catar, ela se juntou ao Dream Art, onde conquistou sua faixa-marrom treinando com Isaque Bahiense e, posteriormente, passou a fazer parte da equipe do treinador Melqui Galvão, mantendo sua conexão com Marinho.

## Carreira como faixa-preta
Após uma trajetória impressionante nas divisões de faixas coloridas, onde conquistou títulos mundiais, pan-americanos e sul-americanos no circuito da International Brazilian Jiu-Jitsu Federation (IBJJF), ela foi promovida a faixa-preta por Marinho em 24 de novembro de 2021. No ano seguinte, venceu o Campeonato Mundial de Jiu-Jitsu de 2022, derrotando Rafaela Guedes na final.
Dias conquistou uma medalha de bronze na divisão peso-pesado do Campeonato Mundial de Jiu-Jitsu de 2024, em 1º de junho de 2024. Em seguida, venceu tanto a divisão peso-pesado quanto a absoluto no IBJJF Fort Lauderdale Open 2024, em 19 de outubro de 2024. Depois, conquistou uma medalha de ouro na divisão peso-pesado do Campeonato Pan-Americano da IBJJF de 2025.

## Resumo competitivo de jiu-jitsu brasileiro
Principais conquistas no nível faixa-preta:
- Campeã Mundial da IBJJF (2022)
- Campeã do IBJJF Pan-Americano (2023)
- Campeã do IBJJF American Nationals (2022)
- Campeã das Eliminatórias Brasileiras do AJP World Pro (2021)
- Campeã do AJP Grand Slam, Rio (2021)
- 3º lugar no Campeonato Pan-Americano da IBJJF (2022)
- 3º lugar no AJP Abu Dhabi World Pro (2021)

Principais conquistas (faixas coloridas):
- Campeã Mundial da IBJJF (2019 faixa-roxa)
- Campeã Pan-Americana da IBJJF (2021 faixa-marrom)
- Campeã Sul-Americana da IBJJF (2017 faixa-azul)
- Campeã do Campeonato Brasileiro da IBJJF (2017 faixa-azul, 2019 faixa-roxa)
- Campeã do AJP Grand Slam, Rio (2021 faixa-marrom / faixa-preta)
- Campeã das Eliminatórias Brasileiras do AJP World Pro (2021 faixa-marrom / faixa-preta)
- 2º lugar no Campeonato Mundial da IBJJF (2018 faixa-azul)
- 3º lugar no AJP Abu Dhabi World Pro (2021 faixa-marrom / faixa-preta)